# Pink Friday: Roman Reloaded
Pink Friday: Roman Reloaded drugi je studijski album trinidadsko-američke reperice Nicki Minaj. Izdale su ga diskografske kuće Young Money, Cash Money i Universal Republic. Album je objavljen 2. travnja 2012. godine. Album je zvučao mnogo zabavnije i imao je hip-hop zvuk u prvoj polovici, dok je druga polovina bila više u pop žanru.